# عباءة طبية

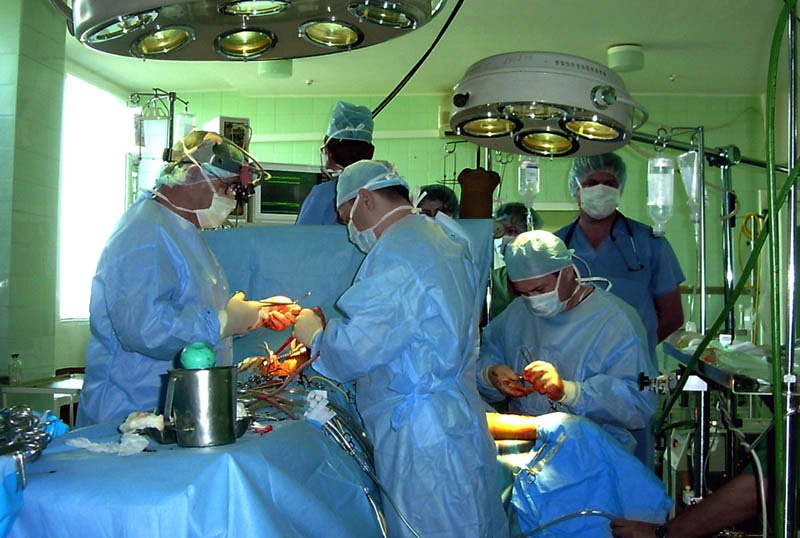
الجراحون في العباءات على استعداد لإجراء جراحة القلب.

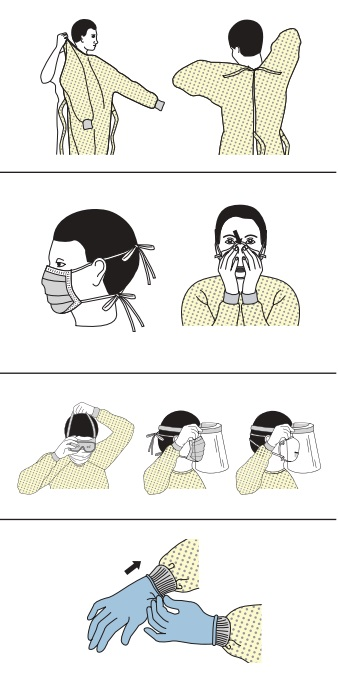
يوصي مركز السيطرة على الأمراض بأربع خطوات لارتداء معدات الحماية الشخصية (PPE)

العباءات الطبية تعتبر للمهنيين الطبيين كمعدات للوقاية الشخصية (PPE) من أجل توفير حاجز بين المريض والمهني. في حين أن أردية المريض واهية غالبًا مع ظهور الظهر والذراعين، فإن العباءات PPE كما هو موضح أدناه في صورة جراح القلب تغطي معظم أسطح الجلد المكشوفة للأطباء المحترفين.
في العديد من البلدان ، أصبحت العباءات للاستخدام في جائحة COVID-19 تبدو أكثر مثل بدلات غرف الأبحاث حيث أن معرفة أفضل الممارسات تم تصفيتها من خلال البيروقراطيات الوطنية. على سبيل المثال ، قامت الهيئات الأوروبية لوضع المعايير CEN و CENELEC في 30 مارس 2020 بالتعاون مع المفوض الأوروبي للسوق الداخلية بإتاحة وثائق المعايير ذات الصلة مجانًا «من أجل معالجة النقص الشديد في الأقنعة الواقية والقفازات والمنتجات الأخرى التي تواجها حاليا العديد من البلدان الأوروبية. إن توفير الوصول المجاني إلى المعايير سيسهل عمل العديد من الشركات الراغبة في إعادة تحويل خطوط إنتاجها من أجل تصنيع المعدات التي تشتد الحاجة إليها». 

## التاريخ
تم النظر إلى مفهوم معدات الوقاية الشخصية فيما يتعلق بالمهنيين الطبيين في وقت مبكر من زي طبيب الطاعون في القرن السابع عشر.
خلال أزمة الإبولا في عام 2014، نشرت منظمة الصحة العالمية إرشادات سريعة بشأن مآزر معدات الوقاية الشخصية. 

## المتغيرات المحلية

### الولايات المتحدة الأمريكية
العباءات الطبية في الولايات المتحدة هي الأجهزة الطبية التي تنظمها إدارة الغذاء والدواء . تقسم إدارة الغذاء والدواء الأمريكية العباءات الطبية إلى ثلاث فئات. القصد من ارتداء ثوب جراحي من قبل موظفي الرعاية الصحية أثناء العمليات الجراحية. يتم استخدام العباءات العازلة الجراحية عندما يكون هناك خطر متوسط إلى مرتفع للتلوث والحاجة إلى حماية أكبر. يتم ارتداء العباءات غير الجراحية في حالات المخاطر المنخفضة. 
يتم تنظيم العباءات الجراحية والعزلة الجراحية من قِبل إدارة الأغذية والأدوية FDA كجهاز طبي من الفئة الثانية يتطلب إعلامًا سابقًا 510 (ك) ، ولكن العباءات غير الجراحية هي أجهزة من الفئة الأولى معفاة من مراجعة ما قبل البيع. تتطلب العباءات الجراحية فقط حماية الجزء الأمامي من الجسم بسبب الطبيعة الخاضعة للرقابة للعمليات الجراحية ، بينما تتطلب العباءات العازلة الجراحية والعباءات غير الجراحية الحماية على الفستان بأكمله تقريبًا. 
في عام 2004، اعترفت إدارة الغذاء والدواء الأمريكية بمعيار ANSI / AAMI معدات الوقاية الشخصية: 2003 للملابس والستائر الواقية لاستخدامها في مرافق الرعاية الصحية. يجب أن تتوافق العباءات الجراحية أيضًا مع معيار ASTM F2407 لمقاومة التمزق، وقوة التماس ، وتوليد النسالة ، ومقاومة التبخر ، ونقل بخار الماء. نظرًا لأن العباءات الجراحية تعتبر جهازًا ملامسًا للسطح مع جلد سليم ، توصي إدارة الغذاء والدواء الأمريكية بتقييم السمية الخلوية والتوعية والتهيج أو التفاعل داخل الجلد. 

### الصين

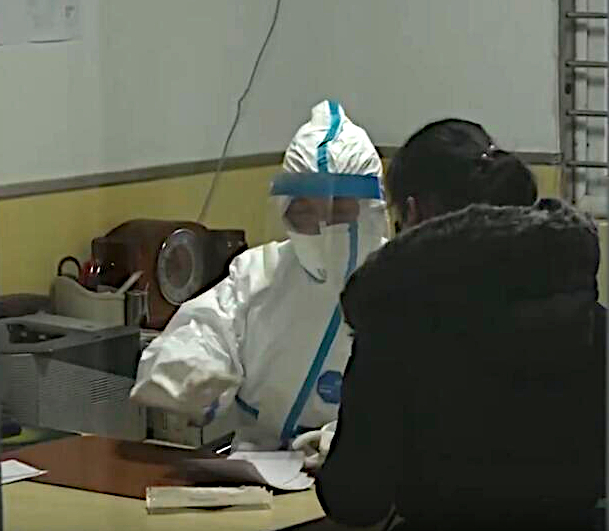
في 22 يناير 2020 ، طبيب يرتدي بدلة معدات الوقاية الشخصية خاصة لتفشي فيروس ووهان التاجي يعالج مريضًا في مستشفى هوبي تي سي إم

طور أول مستشفى تابع لكلية الطب بجامعة تشجيانغ في هانغتشو بمقاطعة تشجيانغ ، جمهورية الصين الشعبية البروتوكول والمعدات الخاصة به خلال الأشهر الأولى لوباء COVID-19 . تظهر لقطة شاشة لغلاف كتيب الوقاية والعلاج من COVID-19 صورة لصفين من الموظفين الطبيين ، يرتدي كل منهما أثواب معدات الوقاية الشخصية وأقنعة معدات الوقاية الشخصية وأغطية معدات الوقاية الشخصية ونظارات الوقاية الشخصية.
خلال جائحة COVID-19 في ووهان، تم تزويد الأطباء ببدلات كاملة من معدات الوقاية الشخصية في وقت مبكر من يناير 2020.
خلال جائحة COVID-19 ، قام المفوض الأوروبي للسوق الداخلية في 30 مارس 2020 بإدراج المعايير المعمول بها لمساعدة الشركات المصنعة على إعادة تحويل خطوط الإنتاج الخاصة بها: 
- أقنعة واقية

EN 149
2009-08: أجهزة حماية الجهاز التنفسي - تصفية نصف الأقنعة للحماية من الجسيمات - المتطلبات والاختبار ووضع العلامات
EN 14683
2019-10: أقنعة الوجه الطبية - المتطلبات وطرق الاختبار
- حماية العين

EN 166
2002-04: حماية العين الشخصية - المواصفات
- ملابس واقية

EN 14126
2004-01: ملابس واقية - متطلبات الأداء وطرق اختبار الملابس الواقية ضد العوامل المعدية
EN 14605
2009-08: الملابس الواقية من المواد الكيميائية السائلة - متطلبات الأداء للملابس ذات الوصلات الضيقة (النوع 3) أو الضيقة (النوع 4) ، بما في ذلك العناصر التي توفر الحماية لأجزاء من الجسم فقط (الأنواع PB [3] و PB [4])
EN ISO 13688
2013-12 الملابس الواقية - المتطلبات العامة (ISO 13688: 2013)
EN 13795-1
2019-06: الملابس والستائر الجراحية - المتطلبات وطرق الاختبار - الجزء 1: الستائر والأردية الجراحية
EN 13795-2
2019-06: الملابس والستائر الجراحية - المتطلبات وطرق الاختبار - الجزء 2: بدلات الهواء النظيف
- قفازات

EN 455-1
2001-01 القفازات الطبية للاستخدام الفردي - الجزء الأول: المتطلبات والاختبارات للتحرر من الثقوب
EN 455-2
2015-07: القفازات الطبية للاستخدام الفردي - الجزء 2: متطلبات واختبار الخصائص الفيزيائية
EN 455-3
2015-07: القفازات الطبية للاستخدام الفردي - الجزء الثالث: متطلبات واختبارات التقييم البيولوجي
EN 455-4
2009-10: القفازات الطبية للاستخدام الفردي - الجزء 4: المتطلبات والاختبار لتحديد العمر الافتراضي
EN 420
2010-03: القفازات الواقية - المتطلبات العامة وطرق الاختبار
EN ISO 374-1
2018-10 قفازات واقية من المواد الكيميائية الخطرة والكائنات الدقيقة - الجزء 1: المصطلحات ومتطلبات الأداء للمخاطر الكيميائية
EN ISO 374-5
2017-03: قفازات واقية ضد المواد الكيميائية الخطرة والكائنات الدقيقة - الجزء 5: المصطلحات ومتطلبات الأداء لمخاطر الكائنات الحية الدقيقة (ISO 374-5: 2016)

### إسرائيل

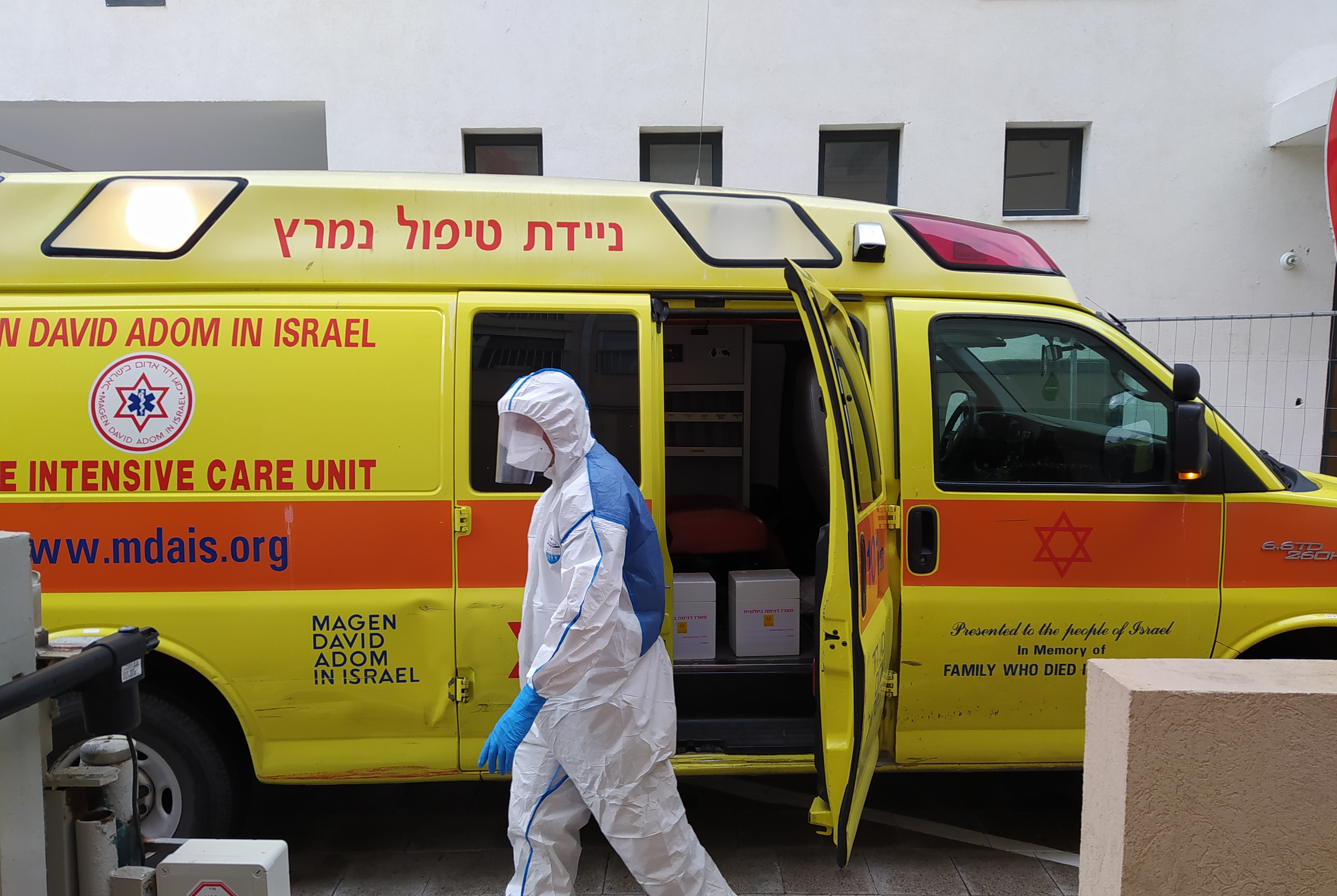
في 17 مارس 2020 ، عامل مستشفى ماجن ديفيد آدم يرتدي ملابس واقية يمشي بجانب وحدة العناية المركزة المتنقلة

كما هو موضح في صورة المعرض المصاحبة، كان بإمكان مستشفى إسرائيلي واحد على الأقل الوصول إلى معدات الوقاية الشخصية الكاملة في وقت مبكر من 17 مارس 2020 خلال جائحة COVID-19 .

### إيطاليا
في مقال أوائل شهر أبريل ، وصف 20 طبيباً من إيطاليا بأكملها تجربتهم في رعاية مرضى المصابين بفايروس كورونا. يقرأ استنتاجهم: 
وترد النتائج التي توصلوا إليها في جدول بعنوان «معدات الحماية الشخصية الضرورية»:
- قناع الوجه (في حالة المناورات المعرضة لخطر كبير لتوليد جزيئات رذاذ) :) قناع الوجه FFP3
- يمكن التخلص منها معاطف طويلة الأكمام أو عباءات أو بدلات تايفك
- زوج من قفازات النتريل يمكن التخلص منها
- نظارات واقية أو أقنعة واقية
- أغطية للرأس يمكن التخلص منها
- أغطية أحذية طويلة يمكن التخلص منها
- محلول نظافة اليدين الكحولي

## الانتقادات
في مقال بحثي في مايو 2017، اشتكى العديد من العلماء الفرنسيين من أنه لم يكن هناك تنسيق كبير في جميع أنحاء أوروبا لأسماء مسببات الأمراض، واستمروا في وصف معايير ولوائح معدات الوقاية الشخصية في فرنسا للأمراض المعدية بموجب BSL-3 . 